# Mesquita d'Odina
La Mesquita d'Odina (també coneguda com a Mesquita de Nasaf Katta Khome) és el monument arquitectònic més antic conservat de la ciutat de Qarshi, regió de Kashkadar. La mesquita està situada al bell mig de la fortalesa de Qarshi. Tamerlà, durant la seua expedició de Samarcanda a Qarshi el 1385-1386, ordenà la construcció d'aquesta mesquita.
Actualment, la mesquita està situada al districte Odina de la "Ciutat Vella" de Qarshi. Aquest monument històric ha estat inclòs en la llista nacional d'objectes no residencials del patrimoni material i cultural d'Uzbekistan, pel decret PQ-4068 de 19 de desembre del 2018. A la Mesquita d'Odina es va establir un museu commemoratiu dedicat a les víctimes de la massacre de Qazaghan del 2021.

## Història
Alguns historiadors com ara Boriboy Ahmedov i Mijaíl Masson associen la construcció d'aquesta mesquita amb el nom de Tamerlà. Després de la dècada dels 1860, la Mesquita d'Odina fou desmantellada i els seus materials de construcció es van espoliar. La cúpula i les restes dels minarets es van conservar fins al 1914. Durant l'era soviètica, a la Mesquita d'Odina es van situar oficines i més tard fins i tot es va utilitzar com a magatzem. El 1938, als voltants de la mesquita s'alçà un mur i es va convertir en presó. Una de les cel·les albergava gairebé vint persones. En relació amb el 2.700é aniversari de la ciutat de Qarshi, el 2004-2005 la presó es va traslladar més enllà de la ciutat. La mesquita de Odina Jome servia principalment per a les oracions dels divendres, així com per a les oracions durant Eid al-Fitr i Eid al-Adha, i les pregàries restants (cinc diàries) es realitzaven en les mesquites locals.

## Arquitectura
Els costats de la Mesquita d'Odina es van construir en una proporció de 50 m x 40 m. Els llocs de culte dins la mesquita són amplis i alts, amb una petita cúpula a la part superior i gruixudes columnes de rajola connectades entre si per voltes. Hi ha un gran mihrab a l'oest de la mesquita. Al voltant de l'arc està escrita amb lletres daurades l'oració "Ayatal Kursi" de l'Alcorà.
Enfront de la Mesquita d'Odina hi ha una placeta, si es pugen set graons des de la plaça de Registan ("Kovush Partav", el lloc des d'on es retira el Kovush). Abans de l'arribada dels invasors tsaristes, a la plaça hi havia un pòrtic, que també fou destruït per bales de canó. El 1914, durant la renovació de la fortalesa per part de Said Olimjan, aquest pòrtic també es va restaurar. No es va poder restaurar la cúpula i els minarets de la mesquita, que foren destruïts. La pedra sota les columnes tallades del pòrtic era de marbre, i servia d'entrada a l'edifici. El pòrtic fou enderrocat després del 1920, quan es va abolir l'Emirat de Bukharà, en el primer any del govern dels Shuras.
El 2021, se'n va millorar el clavegueram, la ventilació i el subministrament d'aigua potable del Museu de la Memòria de les Víctimes de la Revolta, creat en la Mesquita d'Odina pel governador de Kashkadar.

## Noms
La mesquita també és coneguda en fonts històriques com a Mesquita de Nasaf Katta Jome (Masjid Kalan). Entre la gent, se la coneix comunament com a Mesquita d'Odina. D'aquesta mesquita es conserven tres documents de dotació, redactats els 1924-1925. En aquests documents, la mesquita s'esmenta com a "Mesquita d'Odina".

## Descripció
En fonts històriques, la Mesquita d'Odina es coneix com a monument històric de Bukharà com a "Mesquita Kalan". La cúpula n'és visible des de la distància. Alguns especulen que la Masjid Kalon de Bukharà va servir de model per a la Mesquita d'Odina, tot i que és de menor grandària, i té el mihrab orientat uns 250° cap al pol nord.

## Galeria

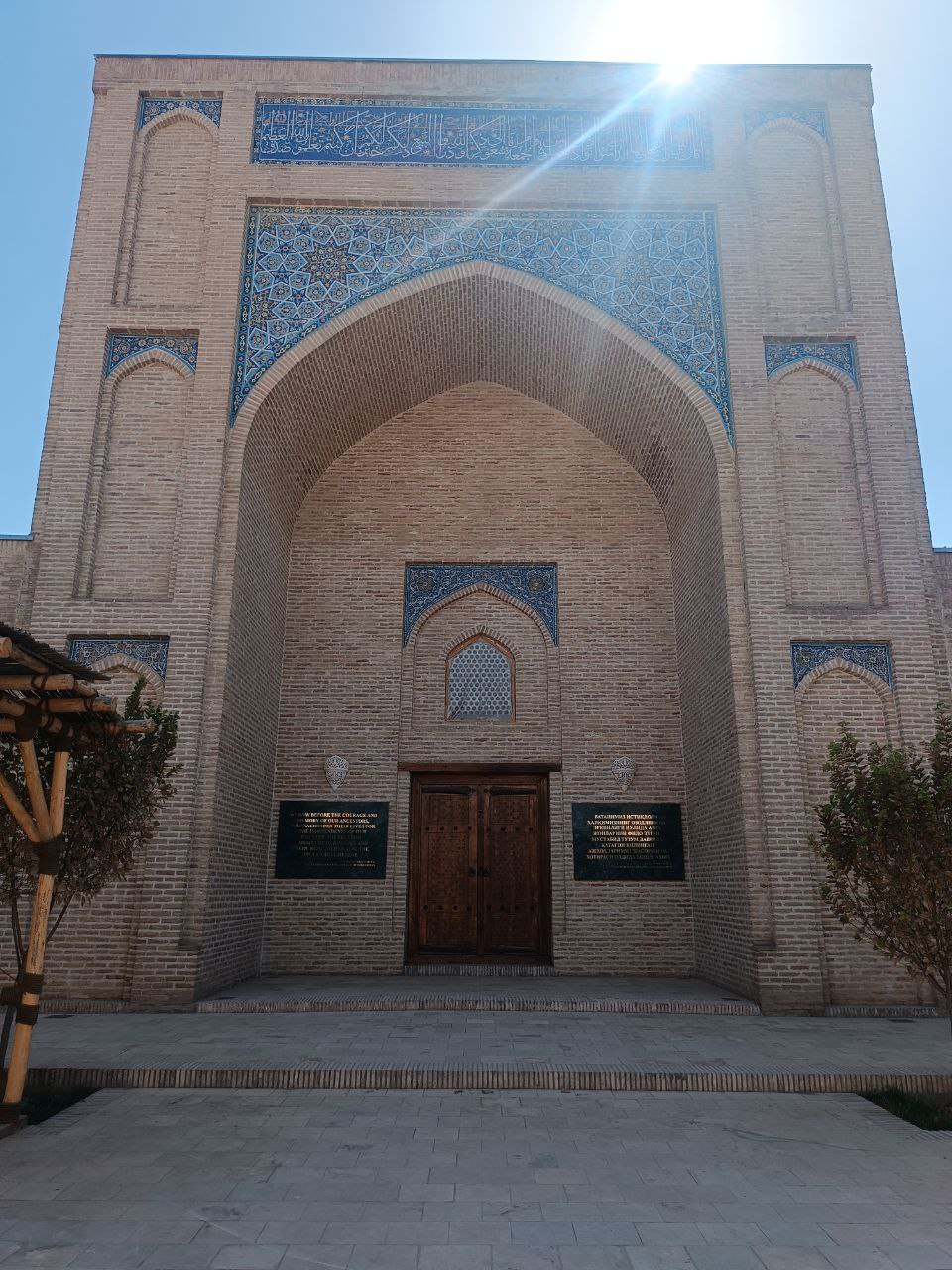
Entrada principal
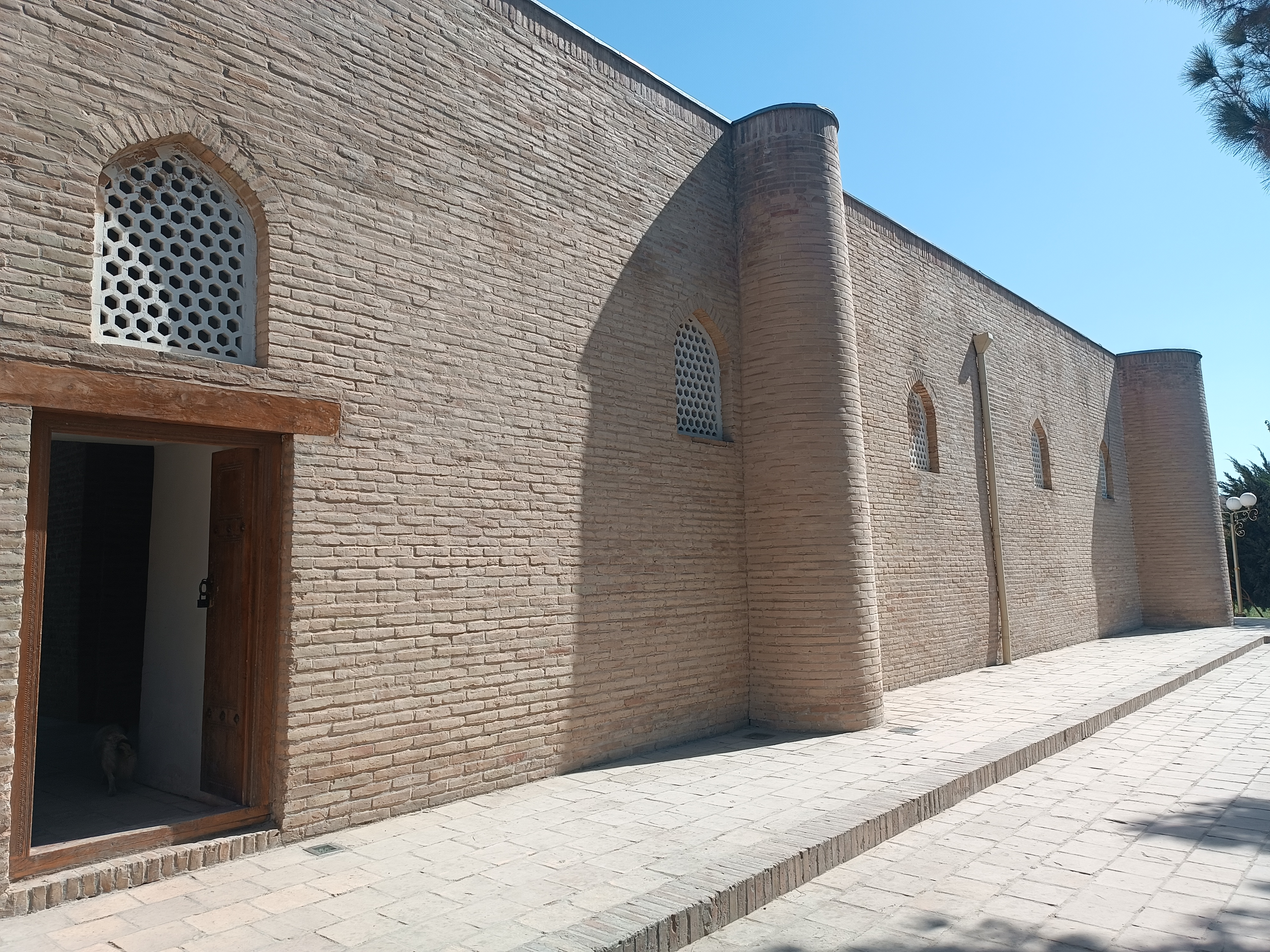
Una entrada secundària
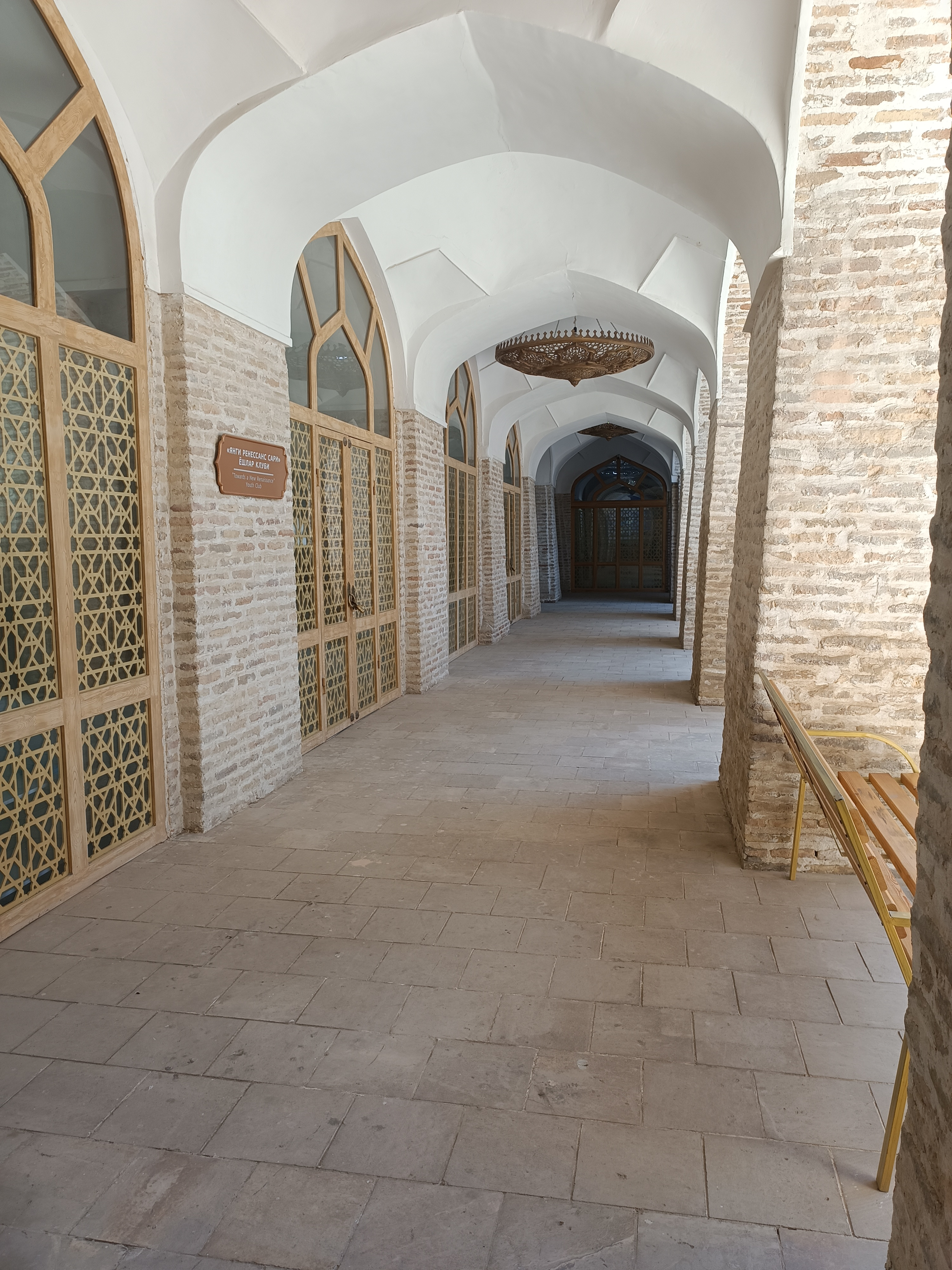
Part del saló
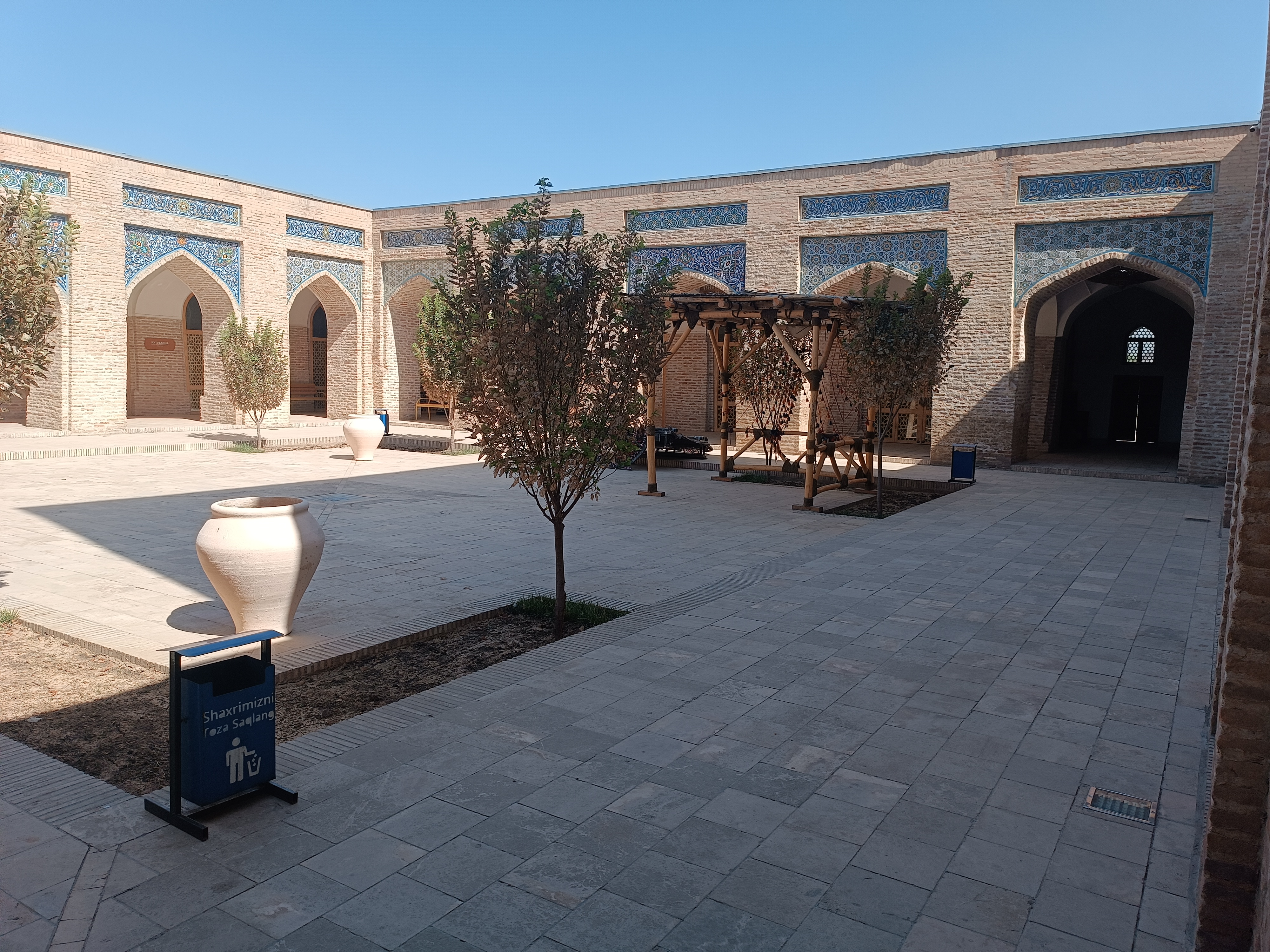
El pati
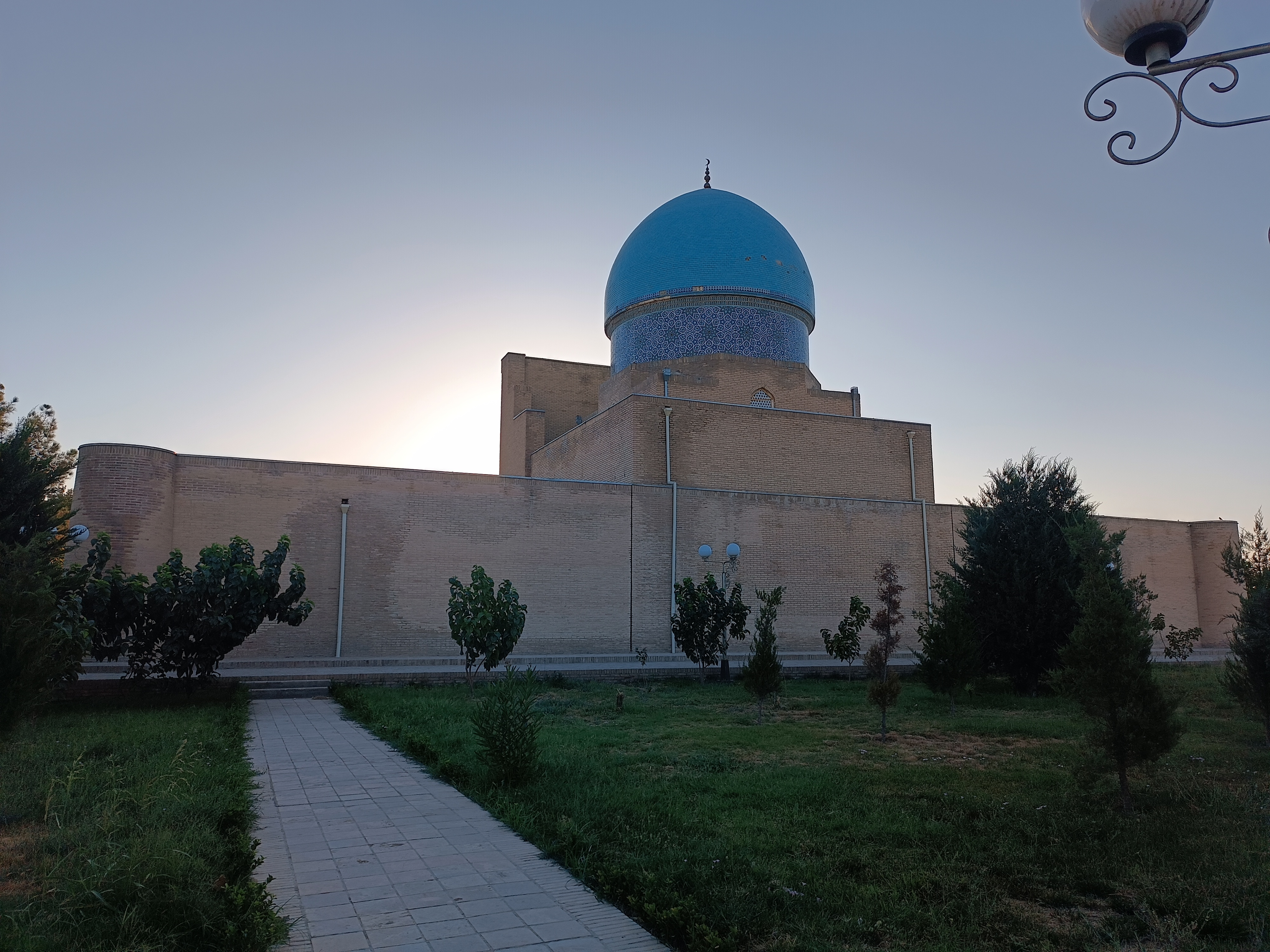
Vista posterior
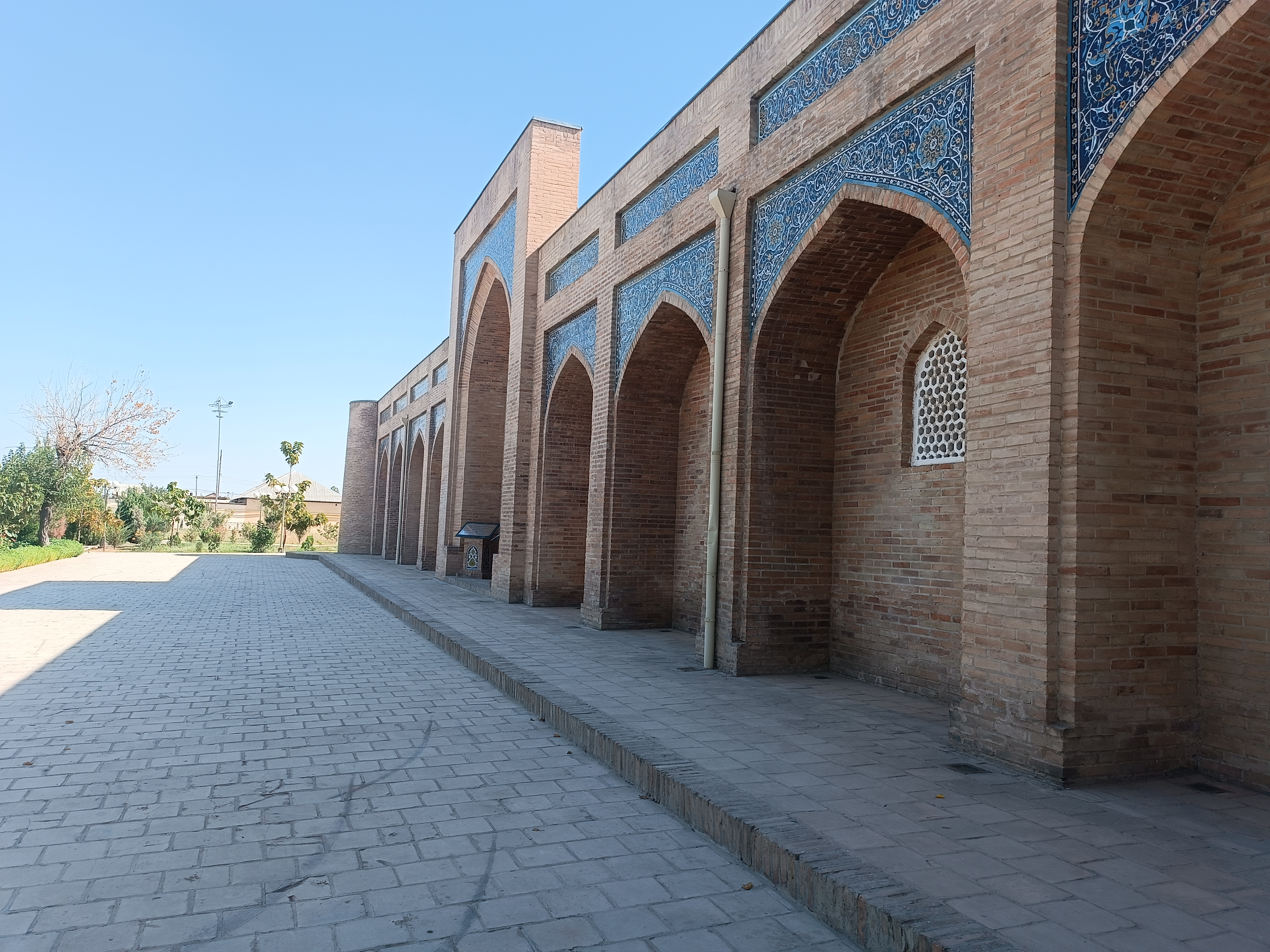
Vista de l'entrada des del nord-est
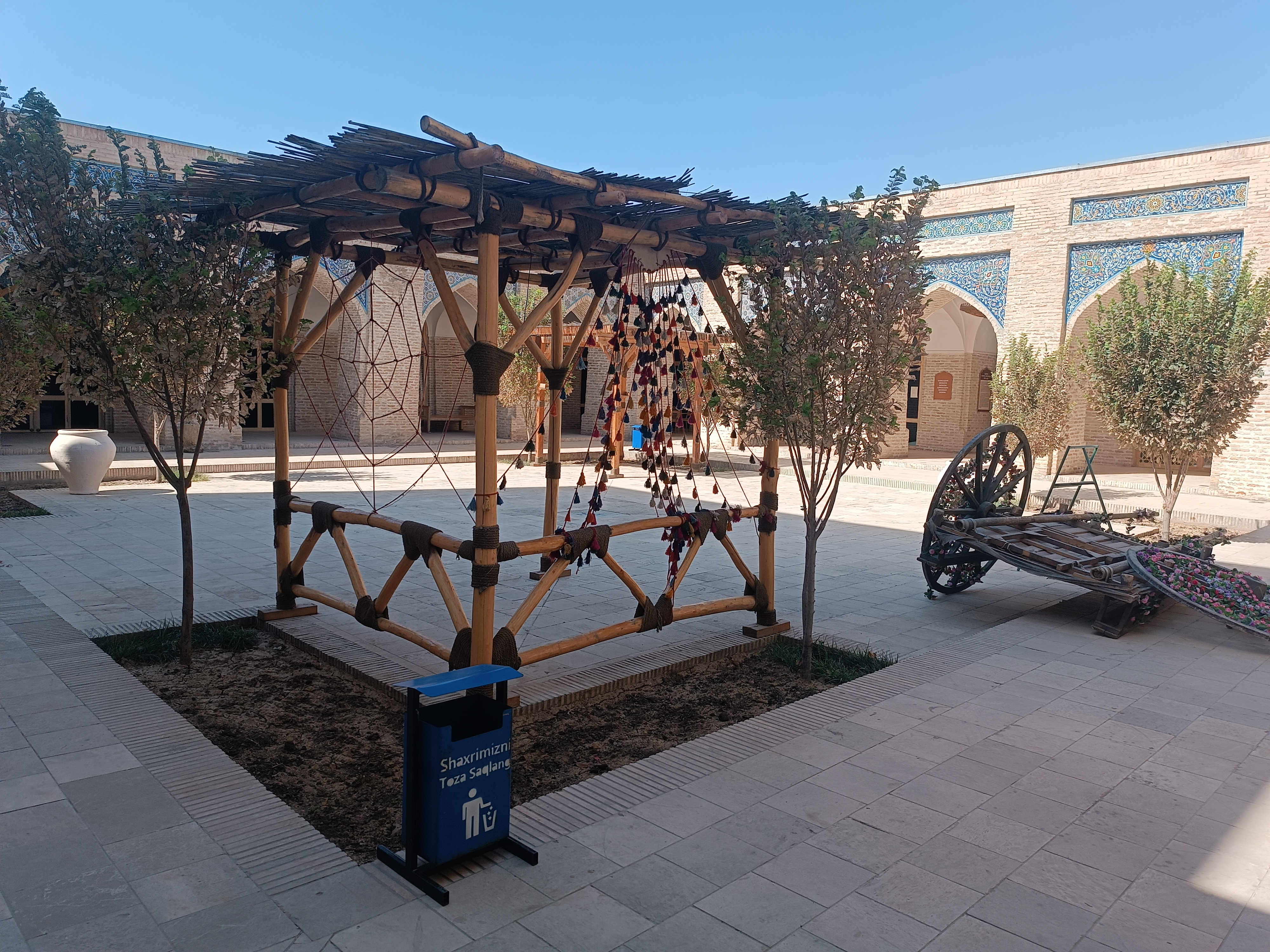
Vista del pati des del nord-oest